# Мечеть Гаджи Юсифли
Мечеть Гаджи Юсифли (азерб. Hacı Yusifli məscidi) — мечеть на улице Г. Исмаилова в квартале (мехелле) Гаджи Юсифли города Шуша.
Распоряжением Кабинета министров Азербайджанской Республики от 2 августа 2001 года мечеть Гаджи Юсифли взята под охрану государства как архитектурный памятник истории и культуры местного значения (инв № 5089).

## Описание
По архитектурно-конструктивному решению внутреннего пространства, мечеть Гаджи Юсифли относится к типу шушинских квартальных мечетей с единым объёмом и плоским деревянным потолком. В мечети, как и в других квартальных мечетях города, в глубине молитвенного зала, напротив михраба, на втором ярусе была предусмотрена небольшая открытая галерея, обрамлённая тремя стрельчатыми арками. Эта галерея предназначалась для женщин.